# Lenny White
Leonard White III, detto Lenny (New York, 19 dicembre 1949), è un batterista statunitense, vincitore di tre Grammy Award e un Latin Grammy. White suona jazz e fusion ed è famoso per aver suonato con: Miles Davis nell'album Bitches Brew, Chick Corea nella band Return to Forever, Jaco Pastorius nell'album omonimo, Stanley Clarke, Al Di Meola, Mike Stern e molti altri.

## Discografia

### Come leader
- 1975: Venusian Summer (Nemperor)
- 1977: Big City (Nemperor)
- 1978: The Adventures of Astral Pirates (Elektra)
- 1978: Streamline (Elektra)
- 1979: Best of Friends (con i Twennynine) (Elektra)
- 1980: Twennynine (con Lenny White) (Elektra)
- 1981: Just Like Dreamin' (con iTwennynine) (Elektra)
- 1983: Attitude (Wounded Bird)
- 1983: In Clinic (DCI)
- 1995: Present Tense (Hip Bop/Koch)
- 1996: Renderers of Spirit (Hip Bop Essence)
- 1999: Edge (Hip Bop Essence)
- 2002: Collection (Hip Bop)
- 2004: Tribute to Earth, Wind and Fire (Trauma)
- 2010: Anomaly (Abstract Logix)
- 2013: Lenny White Live (BFM Jazz)

### Come sideman
con gli Azteca
- 1972: Azteca (Columbia)
- 1973: Pyramid of the Moon (Columbia)
- 2008: From The Ruins (Inakustic Gmbh)

con Gato Barbieri
- 1971: Fenix (Flying Dutchman)

con Stanley Clarke
- 1973: Children of Forever (Polydor)
- 1975: Journey to Love (Nemperor)

con Al Di Meola:
- 1976: Land of the Midnight Sun (Columbia)
- 1977: Elegant Gypsy (Columbia)

con i Return to Forever
- 1973: Hymn of the Seventh Galaxy (Polydor)
- 1974: Where Have I Known You Before (Polydor)
- 1975: No Mystery (Polydor)
- 1976: Romantic Warrior (Columbia)
- 2009: Returns (Eagle)
- 2009: Forever [nella formazione Corea, Clarke & White] (Concord)

con Larry Coryell & Victor Bailey
- 2005: Electric
- 2006: Traffic

con Chaka Khan, Freddie Hubbard, Joe Henderson, Chick Corea & Stanley Clarke
- 1982: Echoes of an Era (Elektra)
- 1982: Echoes of an Era 2 – The Concert (Elektra)

con Wallace Roney
- 1997 Village (Warner Bros.)
- 2000 No Room for Argument (Stretch)
- 2016 A Place in Time (HighNote)

con Buster Williams
- 2001 Houdini (Sirocco)
- 2004 Griot Libertè (HighNote)
- 2008 65 Roses (BluePort Jazz) – registrato nel 2006

Altri
- 1969 – Andrew Hill: Passing Ships (Blue Note) [non pubblicato fino al 2003]
- 1970 – Joe Henderson: If You're Not Part of the Solution, You're Part of the Problem (Milestone)
- 1970 – Freddie Hubbard: Red Clay (CTI)
- 1970 – Woody Shaw: Blackstone Legacy (Contemporary)
- 1970 – Miles Davis: Bitches Brew (Columbia)
- 1971 – Curtis Fuller: Crankin' (Mainstream)
- 1972 - Buddy Terry: Pure Dynamite (Mainstream)
- 1973 - Eddie Henderson: Realization (Capricorn)
- 1976 – Don Cherry: Hear & Now (Atlantic)
- 1976 – Jaco Pastorius: Jaco Pastorius (Epic/Legacy/Sony)
- 1986 – Eliane Elias: Illusions (Denon)
- 1990 – The Manhattan Project (Blue Note)
- 1990 – Michel Petrucciani: Music (Blue Note)
- 1994 – Marcus Miller, Michel Petrucciani, Bireli Lagrene & Kenny Garrett: Dreyfus Night in Paris (Dreyfus) [non pubblicato fino al 2003]
- 1995 – Urbanator: Urbanator (Hip Bop)
- 1997 – The Geri Allen Trio & The Jazzpar 1996 Nonet: Some Aspects of Water (Storyville)
- 1998 – Geri Allen: The Gathering (Verve, 1998)
- 1999 – Stanley Clarke, Karen Briggs, Rachel Z and Richie Kotzen Vertú (Sony)
- 2009 – The Stanley Clarke Trio: Jazz in the Garden (Heads Up)
- 2011 – Jamey Haddad, Lenny White, Mark Sherman: Explorations in Space and Time (Chesky)
- 2012 - Beka Gochiashvili - Beka[3]
- 2012 - Letizia Gambi - Introducing Letizia Gambi (Jando Music / Via Veneto Jazz)[4][5][6]
- 2016 - Letizia Gambi - Blue Monday (RP / IYOUWE)[7][8]
- 2019 – Buster Williams and Geri Allen - Houdini
- 2020 – Geri Allen and Palle Danielsson - Some Aspect of Water

### Come Produttore
- 1981 - Sylvia St. James – Magic (Elektra)[9]
- 1982 - Chaka Khan – Echoes of an era (Elektra)[10][11]
- 1985 - Tina Harris – I must not be kinky (Shanachie)[12]
- 2009 - Corea, Clarke, White -  Forever (Concord )[9]
- 2012 - Beka Gochiashvili - Beka[3]
- 2012 - Letizia Gambi - Introducing Letizia Gambi (Jando Music / Via Veneto Jazz)[4][5][6]
- 2016 - Letizia Gambi - Blue Monday (RP / IYOUWE)[7][8]